# Erazm Czeczotka
Erazm (Rozmus) Czeczotka (zwany małym Cezarem, Borgią Krakowa, krwawym burmistrzem, zm. w 1587) – burmistrz krakowski, kupiec sukienny, jawny cudzołożnik.
Pochodził z Wielkopolski. Mieszkał przy ulicy św. Anny, pod nr 2. Przez 40 lat był rajcą miejskim (od 1547), kilkakrotnie zajmował urząd burmistrza. Wżenił się w rodzinę Montelupich i został nobilitowany w 1552. Przyjął go do swego herbu kanclerz koronny Jan Ocieski, w związku z tym Czeczotka zmienił nazwisko na „Tłokiński” i pieczętował się herbem Jastrzębiec. Słynął z lichwiarstwa, licznych oszustw finansowych, rozpustnego trybu życia, skrytobójstwa i wydawania wyroków śmierci na niewinne osoby. Był właścicielem wsi Grębałów.

## Literatura
- Janina Bieniarzówna, Jan M. Małecki „Dzieje Krakowa” t. 2, Kraków 1984, ISBN 83-08-00663-9 t. 2